# سولماز شریف
سولماز شریف (متولد ۱۹۸۶) شاعر ایرانی-آمریکایی است. نخستین مجموعه شعر او، (نگاه کن) فینالیست جایزه ملی کتاب آمریکا در سال ۲۰۱۶ شد. او در حال حاضر استاد دانشگاه آریزونا است.

## زندگی
شریف در استانبول به دنیا آمد؛ خانواده‌اش به تگزاس، بیرمنگام و آلاباما مهاجرت کردند و در نهایت در ۱۱ سالگی او در لس آنجلس، کالیفرنیا مستقر شدند. او کارشناسی هنر را از دانشگاه کالیفرنیا، برکلی، و کارشناسی ارشد هنرهای زیبا را از دانشگاه نیویورک دریافت کرد. او در حال حاضر به عنوان مدرس دانشگاه استنفورد مشغول به کار است.

## زندگی حرفه ای
در سال ۲۰۱۱، شریف جایزه «کشف» / جایزهٔ مجله شعر بوستون را دریافت کرد. شریف در سال ۲۰۱۳ از موقوفه ملی هنرها بورس تحصیلی دریافت کرد. او همچنین بورس پژوهشی را از مرکز کارهای هنرهای زیبا، دانشگاه استنفورد و بنیاد شعر دریافت کرده است.
سولماز شریف در سال ۲۰۱۷ برندهٔ جایزه ادبی مرکز پن در بخش شعر شد. او مدیر اجرایی سابق کارگاه نویسندگان آسیایی-آمریکایی است.

## آثار
- شریف, سولماز (2016). نگاه کن: مجموعه اشعار. نیویورک: نشر گری‌ولف. ISBN 978-1-55597-940-9.[۶][۷][۸]